# Ficus balica
Ficus balica är en mullbärsväxtart som beskrevs av Friedrich Anton Wilhelm Miquel. Ficus balica ingår i släktet fikonsläktet, och familjen mullbärsväxter. Inga underarter finns listade i Catalogue of Life.